# Samira Said
Samira Said (of Bensaid) (Casablanca, 10 januari 1958) is een Marokkaanse zangeres. Ze werd in West-Europa onder meer bekend als de eerste en tot op heden enige deelnemer voor Marokko, aan het Eurovisiesongfestival.

## Eurovisiesongfestival
Said is een in Marokko populaire zangeres, die graag aan het Eurovisiesongfestival wilde deelnemen. Dit gebeurde tijdens het Eurovisiesongfestival 1980 met het liedje Bitaqat hob, in het Arabisch: بطاقة حب. Bitaqat hob was en is het eerste en enige volledig in het Arabisch gezongen liedje op het festival. De titel betekent "liefdeskaart", soms ook vertaald als "liefdesbericht". Commentator Pim Jacobs merkte op dat het een tekst is met een duidelijke vredesboodschap en het in dat licht bezien jammer vond dat Israël niet mee kon (vanwege een nationale rouwdag) doen in het kader van verbroedering.
Het Eurovisiesongfestival werd in 1980 in Nederland gehouden. Said behaalde een 18e plaats, alle punten (7 in totaal) kwamen van Italië. Sindsdien doet Marokko niet meer mee aan het songfestival.

## Discografie
| - El hob elli ana a'aycheh (1980) - Bitaqat hob (1980) - ben lif (1981) - Hikaya (1982) - Allemnah el hob (1983) - Ketr al kalam (1983) - Methaya'li (1984) - Lilet el ouns (1984) - Ya damaiti haddi (1984) | - Ehki ya chahrazed (1985) - Youm akablak fih (1985) - Ech gab li gab (1985) - Amrak ajib en (1986) - Ana walla anta (1989) - Moch hatnazel a'anak (1986) - Sibak (1986) - Ya ebn al halel (1987) - Ghariba (1988) | - Sibni louahdi (1988) - Ensani (1989) - Ba'adin neta'ateb (1990) - Choft el amar (1991) - Hannitlak (1992) - Khayfa (1992) - a'ach'a (1993) - Enta habibi (1995) - Kolli de echa3at (1996) | - a'al bal (1998) - Rouhi (1999) - Laila habibi (2001) - Youm Wara Youm (2002) - Awweeni Beek (2004) - Ayami Hayati (2008) - Be Winner (2010) - Khalloh (2010) |